# Free Spirit
Free Spirit est une série télévisée américaine en 14 épisodes de 24 minutes créée par Leslie Ray et Steven Vail et diffusée du 22 septembre 1989 au 21 janvier 1990 sur le réseau ABC.
Cette série est inédite dans tous les pays francophones.
Les critiques ont été majoritairement négatives et la série a été annulée au bout de 14 épisodes pour cause d'audiences décevantes.

## Synopsis
Winnie Goodwinn est une sorcière qui est engagée par Thomas J. Harper, un avocat récemment divorcé, pour qu'elle s'occupe de ses trois enfants : Robb, 16 ans, Jessie, 13 ans, et Gene, le plus jeune, qui est le responsable de l'invocation de Winnie. Seuls Gene et Jessie savent que Winnie est une sorcière. Ses pouvoirs, qu'elle cherche à cacher à Thomas, sont tour à tour aussi bien une bénédiction qu'une source d'ennui pour elle et les enfants Harper. 

## Distribution
- Corinne Bohrer (en) : Winnie Goodwinn
- Franc Luz : Thomas J. Harper
- Paul Scherrer (en) : Robb Harper
- Alyson Hannigan : Jessie Harper
- Edan Gross (en) : Gene Harper

## Épisodes
1. Pilot (22 septembre 1989)
2. The Bosses Are Coming (24 septembre 1989)
3. Wedding Bell Blues (1er octobre 1989)
4. Too Much of a Good Thing (8 octobre 1989)
5. Guess Who's Staying for Dinner? (22 octobre 1989)
6. Hallowinnie (29 octobre 1989)
7. Two for the Road (5 novembre 1989)
8. Not with My Sister You Don't (19 novembre 1989)
9. Love That Winnie (3 décembre 1989)
10. The New Secretary (10 décembre 1989)
11. Radio Nights (17 décembre 1989)
12. We Gotta Be Me (7 janvier 1990)
13. Blast from the Past (14 janvier 1990)
14. Love and Death (21 janvier 1990)